# Instituto de Investigaciones Históricas José Miguel Carrera
El Instituto de Investigaciones Históricas José Miguel Carrera es una corporación sin fines de lucro chilena la cual tiene como misión la vida y obra de José Miguel Carrera, y difundir sus contribuciones al proceso de la Independencia de Chile.

## Historia
Fue fundado en el año 1948. En el año 2000, su presidenta en ese entonces Ana María Ried, comunicó el supuesto hallazgo del cráneo de José Miguel Carrera a través de la prensa, el cual era «venerado en una parroquia de la localidad de El Paico, en donde era mantenido en una pequeña urna blanca desde el año 1821», según palabras de Ried.
El directorio actual está compuesto por el presidente José Miguel Alcalde Undurraga, el primer vicepresidente José Ernesto Soza Ried, el segundo vicepresidente Mario Correa Bascuñán, el secretario general Domingo Viviani Goycoolea, el prosecretario José Miguel Carrasco Silva, el tesorero Jorge Ubilla Zúñiga, la protesorera Marta Saavedra Lavín y cinco directores más.

## Revista Patria Vieja
Fue una revista que publicó Instituto, el cual se compone de dos épocas distintas, una desde antes de 1954 y hasta 1963 y otra que comienza a contar de 1981. En enero del año 2000, y bajo la presidencia de Eduardo Frei Ruiz-Tagle, se suprimió el financiamiento que recibía la institución, lo que de acuerdo a Ana María Ried Undurraga, afectaría la edición y publicación de esta «revista de carácter anual».

## Gaceta digital La Nueva Aurora de Chile
Desde noviembre de 2009, publica una gaceta digital, denominada «La Nueva Aurora de Chile», y cuenta para el 31 de marzo, con 29 ejemplares.